# Момчило Ђокић
Момчило Ђокић (Куршумлија, 27. фебруар 1911 — Бела Црква, 21. април 1983) је био југословенски фудбалер и фудбалски тренер.

## Биографија
Почео је да игра фудбал 1921. у подмлатку београдске Југославије. Првотимац је постао 1928. и одиграо је укупно 272 утакмице, најчешће на позицији левог халфа. Престао је да игра априла 1940.
Наступио је на 24 утакмице за градску селекцију Београда и једну за „Б“ репрезентацију 1936. За репрезентацију Југославије одиграо је 13 утакмица. Дебитовао је 13. априла 1930. против Бугарске (6—1) у Београду. Био је учесник Светског првенства 1930. у Уругвају. Играо је у све три утакмице које је репрезентација тамо одиграла. Репрезентација Југославије је на том првенству завршила такмичење поразом од Уругваја са 6-1, у полуфиналу. Од дреса репрезентације се опростио 13. децембра 1936. (0—1) у Паризу.
Завршио је Трговачку академију 1928. године у Београду, службовао је у Београду, Бору, Зајечару, Неготину, Нишу и Вршцу, где је у исто време био и тренер. Пензионисан је као шеф рачуноводства градилишта Хидроелектране Ђердап.